# Annie Potts
Annie Potts (ur. 28 października 1952 w Franklin w stanie Kentucky, USA) – amerykańska aktorka.